# Ulmet
Ulmet là một đô thị ở huyện Kusel, bang Rheinland-Pfalz, phía tây nước Đức. Đô thị Ulmet có diện tích 7,1 km².